# Poeciloxestia
Genre
Poeciloxestia est un genre d'insectes coléoptères de la famille des Cerambycidae, de la sous-famille des Cerambycinae et de la tribu des Cerambycini.

## Liste d'espèces
Selon BioLib (11 mars 2021) :
- Poeciloxestia bivittata (Buquet, 1852)
- Poeciloxestia carlyslei Fragoso, 1978
- Poeciloxestia coriacea Martins & Monne, 2005
- Poeciloxestia dorsalis (Thomson, 1860)
- Poeciloxestia elegans (Gory, 1833)
- Poeciloxestia hirsutiventris Fragoso, 1978
- Poeciloxestia lanceolata Fragoso, 1978
- Poeciloxestia lanei Fragoso, 1978
- Poeciloxestia lateralis (Erichson, 1847)
- Poeciloxestia melzeri Lane, 1965
- Poeciloxestia minuta Fragoso, 1978
- Poeciloxestia ochrotaenia (Bates, 1870)
- Poeciloxestia paraensis Lane, 1965
- Poeciloxestia parallela Fragoso, 1978
- Poeciloxestia plagiata (Waterhouse, 1880)
- Poeciloxestia rugosicollis Fragoso, 1978
- Poeciloxestia sagittaria (Bates, 1872)
- Poeciloxestia signatipennis (Melzer, 1923)
- Poeciloxestia suturalis (Perty, 1832)
- Poeciloxestia travassosi Fragoso, 1978

## Publication originale
- (pt) Frederico Lane, « Cerambycoidea Neotropica nova VI », Studia Entomologica, vol. 8, nos 1-4,‎ 1965, p. 269–336 (ISSN 0585-5098).